# 雅各書
《雅各書》或譯《雅各伯書》（希臘語：ΑΚΩΒΟΥ），是《新約聖經》中的第20卷書，屬於“大公書信”中最前寫成的第一卷。這一書卷最為人所知的地方，是說明了信心跟行為是同等重要，因為「身體沒有靈魂是死的，信心沒有行為也是死的。」（雅2:26）
《雅各書》主題：基督徒服侍鄰舍，定要信行並重。

## 关于作者
作者有在開首自稱為「神和主耶穌基督僕人的雅各」，神的僕人這個稱號，傳統上使用於摩西身上，另一個使用這個稱號的人則是使徒保羅。
在新約時代，圣经提及以下三位「雅各」：
1. 在第3世紀中期開始，當時的傳道人開始認為這一位雅各是公義者雅各，也就是耶穌基督的兄弟。聖保羅在《加拉太書》1:19所提及的「主的兄弟雅各」、2:9節「被稱為是教會柱石的雅各」。因為執筆者在信的起首並沒有自稱為使徒，而是把自己稱為「主耶穌基督的僕人」。此外，猶大書的開場白也和雅各書類似，説猶大是“耶穌基督的僕人，雅各的兄弟”。[3]
2. 天主教會，喀爾文及其他作者認為他是亞勒腓的兒子雅各，即基督的十二門徒之一。
3. 正教会认为主的兄弟雅各是《雅各書》的作者。[4]
4. 雖然比較少人同意，但亦有人認為他是耶穌基督的門徒，那位被稱為西庇太的兒子雅各，即西庇太的兒子約翰的兄弟。不過，由於西庇太的兒子雅各早在公元44年就已被殺[5]，而根據本書的內容旨在澄清保羅在公元50年代時所提出的教導，所以他被認為不可能是本書的作者。

多數教會傳統都接受俄利根的說法，認為《雅各書》的作者，應該是主的兄弟雅各，但主的兄弟雅各身份可是公義者雅各，亞勒腓的兒子雅各或三者兼是，故未有定論。

## 正典地位
雅各書没有收录到穆拉多利殘篇，因此有人質疑其正典的地位。但是，梵蒂岡抄本第1209號、西奈抄本、亞歷山大抄本都含有這本書。 這本書也見於至少十本古老書目之中，而這些書目的成書年代甚至先於在公元397年召開的迦太基會議。早期的教會作家也廣泛引用雅各書。除此之外，雅各的寫作跟其他受感示的聖經有一種深刻的內在和諧，這一點是非常明顯的。

## 寫作背景
“他癲狂了。” 這便是耶穌的親屬對他的觀感。耶穌在地上傳道的時候，他的弟弟並不信他，聖經也沒有把雅各和約瑟、西門、猶大列為耶穌的早期門徒。
聖經的記載也表明復活了的耶穌曾向雅各顯現，這使雅各確信同父异母的哥哥耶穌就是彌賽亞。據使徒行传记载，在五旬節之前，馬利亞和耶穌的弟弟已經在耶路撒冷的一間樓房裏與使徒們一起聚集禱告。

### 雅各在早期会众中的职务
雅各特别有資格寫信向基督徒會衆提出勸告。他備受敬重，在耶路撒冷的會衆裏擔任監督。保羅把“主的弟弟雅各”和磯法、約翰一同稱為會衆的“柱石”。彼得獲救出獄之後，立刻叫人傳個口信給“雅各和衆弟兄”，由此可見雅各具有德高望重的地位。另外，保羅和巴拿巴遠道來到耶路撒冷，請“使徒和長老”就割禮的問題作出定奪時，也是由雅各代表“使徒和長老”發言。
- 必定過了相當時候，會衆中才會有若干自滿精神和形式主義蔓延。

## 主題特色
- 本书写成时间大约在62年左右，应是新约中保罗书信之外的书信中最早写成的书卷。
- 本书经常提到律法，“全备之律法”（1:25），“至尊的律法”（2:8），“使人自由的律法”（2:12）。
- 雅各书是新约圣经中最多命令的一卷。总共108节经文中，便有54个命令（命令句式）
- 本书多次讲到智慧，与箴言书的风格相似，见1:5；3:13-18。
- 本书也讲到口舌的事，见3:1-12。
- 本书特别注意信心的真实表现。对照保罗所说的因信称义的原则，可以看出：保罗所说明的是内在的原则，针对的是内心的生命，着重信徒与神的关系；而雅各则强调外在的情况，即生活的表现，侧重点在于信徒与人的关系。

## 主要内容

### 要恆心忍耐，作“行道的人”
（覆盖雅各書第一章）雅各以一段鼓励弟兄的话开始他的书信：“我的弟兄们，你们落在百般试炼中，都要以为大喜乐。因为知道你们的信心经过试验，就生忍耐。但忍耐也当成功，使你们成全完备，毫无缺欠。你们中间若有缺少智慧的，应当求那厚赐与众人、也不斥责人的神，主就必赐给他。只要凭着信心求，一点不疑惑；因为那疑惑的人，就像海中的波浪，被风吹动翻腾。这样的人不要想从主那里得什么。”然而“忍受试探的人是有福的，因为他经过试验以后，必得生命的冠冕，这是主应许给那些爱祂之人的。”并且，“人被试探，不可说：“我是被神试探”，因为　神不能被恶试探，他也不试探人。但各人被试探，乃是被自己的私欲牵引、诱惑的。私欲既怀了胎，就生出罪来；罪既长成，就生出死来。”
一切美善的恩赐从何而来？全都来自永不改变的“衆光之父”。雅各説：“祂凭着自己的旨意，藉着真理的道生了我们，使我们作祂所造的万物中初熟的果子。”故此基督徒应该速速地听，慢慢地説，慢一点动怒，也当除去一切污秽和道德上的败坏，让拯救的话语栽植在心里。“应该作行道的人，不要单作听道的人。”人若审视有如镜子一般的自由律法，并且持之以恒，“就必因自己所作的蒙福”。倘若人没有给自己的舌头套上辔头，他的崇拜就是徒劳的了。相反，“在父上帝看来，纯洁无玷污的虔诚，就是照顾患难中的孤儿寡妇，并且保守自己不被世俗所污染。”

### 信心因正确的行动成为完备
（覆盖雅各書第2章）有些弟兄们对人表现偏私，轻贫重富。但“上帝不是拣选了穷人，使他们在信心上富有，又让他们承受⋯⋯王国麽？”欺压他们的，不是有钱的人麽？弟兄该实践“要爱人如己”这条王者的律法，避免厚此薄彼。他们也该实践慈悲，因为人若犯了一条律法，也就犯了全部律法。没有行动的信心是毫无意义的，正如人向匮乏的弟兄姊妹説，“愿你们穿得暖，吃得饱，”却不给予任何实际帮助。人可以没有行动而仍然显出信心吗？亚伯拉罕的信心得以成为完备，岂不是因为他有行动，在祭坛上献上以撒吗？照样，娼妓喇合也“通过行动而被称为义人”。所以，信心没有行动是死的。

### 控制舌头教人智慧
（覆盖雅各書第3章）在作教师方面，弟兄应该谨慎，以免受到更严厉的审判。人人都会多次失足。辔头可以控制马身，小小的舵能控制偌大的船只，同样，舌头这小肢体也大有能力。舌头好像能把大森林烧起来的火一样！野兽比舌头更易驯服。人一方面用舌头祝福上帝，又用舌头咒诅同胞；这是不合宜的。一个泉眼会同时涌出苦水和甜水来吗？无花果树能生橄榄吗？葡萄树能结无花果吗？咸水能发出甜水吗？雅各问道：“你们中间谁是有智慧有见识的呢？”他就当用温和把自己的工作展示出来。要避免好争辩的倾向，不要以兽性的自夸抵擋真理。因为“从上头来的智慧，先是清洁，后是和平，温良柔顺，满有怜悯，多结善果，没有偏见，没有假冒。”

### 要远离私欲，避免与世界为友
（覆盖雅各書第4章）“你们中间的争执⋯⋯是从哪里来的呢？”雅各自问自答道：“你们⋯⋯的私欲”！有些人怀有错误的动机。凡与世界为友的，就是“淫乱的人”而成为上帝的仇敌。因此，雅各规劝他们要“抵挡魔鬼，魔鬼就逃避你们。你们应当亲近上帝，上帝就亲近你们”。耶和华会抬举谦卑的人。因此，弟兄们不应再互相论断。再者，既然没有人能确知自己明天还活着，他们就该説：“主若愿意，我们就可以活着，作这事或作那事。”自骄是邪恶的，人若知道什麽事是对的，却不去做，那就是罪了。

### 在公义中忍耐的人快乐了！
（覆盖雅各書第5章）雅各宣布説：「你们富足的人哭泣、哀号吧！你们财富的锈要作证定你们的罪。你们所剥削的收割工人已发出求助的呼声，万军之耶和华也听见了。你们过着奢华逸乐的生活，定义人的罪，把他杀了。」可是，鑑於主的臨在已經近了，弟兄们当表现耐心，像农夫等待收获一般，并且要思索“那先前奉主名説话的”衆预言者的楷模。保持忍耐的人是快乐的！弟兄们应该回想约伯的忍耐及耶和华赐给他的结果，知道“主是满心怜悯，大有慈悲”的。
他们不应该再随便发誓。相反，他们的话应当“是就説是，不是就説不是”。他们该彼此公开认罪，互相代祷。正如以利亚的祷告表明，“义人祈祷所发的力量是大有功效的”。“你们中间若有失迷真道的，有人使他回转，这人该知道叫一个罪人从迷路上转回，便是救一个灵魂不死，并且遮盖许多的罪。”

## 基督新教觀點

### 路德宗
马丁·路德早年對《雅各书》是否出自使徒手筆表示懷疑， 曾稱之為「稻草書信」。 當時路德認為，雅各書第二章26節所指「信心沒有行為是死的」，與《保羅書信》關於因信稱義的教導「得救不是出於行為」並不一致。
路德後來改變看法， 在認信文獻《大問答》和個人書信中承認雅各書為上帝正式和具權威性的教導， 是「上帝藉大能頒布的律法」。 路德宗信條《協同書》一致承認雅各書為新約的組成部分，1531年《奧斯堡信條辯護文》指出，雅各書與保羅書信並不相矛盾，因為根據上文14至18節的背景，作者雅各在第二章結尾所指的「信心加上行為」，是指信徒得救後，除信心外也要以行為在其他人前表達自己的義人身份。行為是稱義的「果子」，而不是稱義的「條件」。
聖經學者認為，作者雅各只是重申《馬太福音》七章第20節 （页面存档备份，存于）中耶穌的教導「所以，憑著他們的果子就可以認出他們來」， 而他在書中第二章第10節 （页面存档备份，存于）亦已清楚排除「行為」使人稱義這可能性。 現代路德宗教會亦認為，保羅與雅各之間本身並無矛盾，因為兩位作者所回應的，根本是兩個截然不同的信仰問題：前者探討未信者「重生得救的方法」，而後者卻是教導信徒「重生得救後」怎樣過服侍鄰舍的「成聖」生活、以感恩的心回應上帝的拯救。 以雅各書中亞伯拉罕將以撒獻予上帝一事為例子，其實早在以撒出生前，亞伯拉罕（當時還叫亞伯蘭）已被神稱義，「獻以撒」這一個舉動只是為亞伯拉罕的義人身份進一步提供證據。

### 其他觀點
虽然雅各仅两次提及耶稣的名字（1章1节；2章1节），若将雅各的信和登山宝训仔细比较一下，便可以看出他将主耶穌的许多教训以非常切合实际的方式运用出来。书中也强调他的应许乃是謹守信心的基督徒所期待的奖赏。雅各再三引用希伯来文圣经作为例证，也运用适当的经文去支持他所提出的实用劝告。他用以下一类的话去标明数据的来源章“经上记着説”，“应验经上所説”，“经上所説”，然后将经文应用在基督徒的生活上。为了説明劝告的要点及帮助人确信上帝的话语是协调一致的，雅各适当地谈及亚伯拉罕那出於信心的行动，喇合以行动表现信心，约伯的忠心忍耐，和以利亚对祷告的倚赖等。
雅各劝人务要行道，而非单单听道。要以公义的行为证明自己怀具信心，在各种试炼之下保持忍耐而寻得喜乐，要继续向上帝祈求智慧，经常祷告以亲近祂及切实遵行“要爱人如己”这条王者的律法。这些劝告的确十分有价值。他提出有力的警告，劝人务要提防错误的道理，避免以伤害人的方式运用舌头、在会衆中不可有阶级之分、不要渴望获得肉体上的欢愉及信赖会朽坏的财宝等。雅各坦率地指出，与世俗为友即等于犯属灵的奸淫而与上帝为敌。他解释在上帝的眼中，以切合实际的方式从事的纯洁崇拜便是章“看顾在患难中的孤儿寡妇，并且保守自己不沾染世俗。”（参看4章4节；1章27节）这一切实用易明的劝告正是我们可以期望从早期基督徒会衆这位“柱石”获得的指引。信中所含的仁慈信息继续引导生活在这动乱时代里的基督徒，因为这乃是“从上头来的智慧”，是能够结出“义果”的。。
雅各渴望帮助弟兄达到在上帝王国里享永生的目标。因此他鼓励他们説章“你们也当忍耐，坚固你们的心，因为主来的日子近了。”他们在试炼中保持坚忍便快乐了，因为蒙上帝嘉许意味到得着“生命的冠冕，是主应许给那些爱祂之人的”。雅各强调，上帝应许人得着生命的冠冕参看雅各书第无论是在天上获得不死的生命，抑或在地上享有永远的生命参看雅各书第乃是促使我们努力不懈地以行动将信心表现出来的有力理由。这封优良的信的确鼓励所有人竭力追求前头的奖赏，不论是在天上，或是在王国的种子耶稣基督所统治的新世界里，得享永生。

### 阅读圣经
- （页面存档备份，存于）
- （页面存档备份，存于）